# RBM4
RBM4 (англ. RNA binding motif protein 4) – білок, який кодується однойменним геном, розташованим у людей на короткому плечі 11-ї хромосоми. Довжина поліпептидного ланцюга білка становить 364 амінокислот, а молекулярна маса — 40 314.
| 10         |  | 20         |  | 30         |  | 40         |  | 50         |
| ---------- |  | ---------- |  | ---------- |  | ---------- |  | ---------- |
| MVKLFIGNLP |  | REATEQEIRS |  | LFEQYGKVLE |  | CDIIKNYGFV |  | HIEDKTAAED |
| AIRNLHHYKL |  | HGVNINVEAS |  | KNKSKTSTKL |  | HVGNISPTCT |  | NKELRAKFEE |
| YGPVIECDIV |  | KDYAFVHMER |  | AEDAVEAIRG |  | LDNTEFQGKR |  | MHVQLSTSRL |
| RTAPGMGDQS |  | GCYRCGKEGH |  | WSKECPIDRS |  | GRVADLTEQY |  | NEQYGAVRTP |
| YTMSYGDSLY |  | YNNAYGALDA |  | YYKRCRAARS |  | YEAVAAAAAS |  | VYNYAEQTLS |
| QLPQVQNTAM |  | ASHLTSTSLD |  | PYDRHLLPTS |  | GAAATAAAAA |  | AAAAAVTAAS |
| TSYYGRDRSP |  | LRRATAPVPT |  | VGEGYGYGHE |  | SELSQASAAA |  | RNSLYDMARY |
| EREQYADRAR |  | YSAF       |  |            |  |            |  |            |

A: Аланін

C: Цистеїн

D: Аспарагінова кислота

E: Глутамінова кислота

F: Фенілаланін

G: Гліцин

H: Гістидин

I: Ізолейцин

K: Лізин

L: Лейцин

M: Метіонін

N: Аспарагін

P: Пролін

Q: Глутамін

R: Аргінін

S: Серин

T: Треонін

V: Валін

W: Триптофан

Кодований геном білок за функціями належить до активаторів, фосфопротеїнів. 
Задіяний у таких біологічних процесах, як процесинг мРНК, сплайсинг мРНК, диференціація клітин, РНК-залежне заглушення генів, альтернативний сплайсинг. 
Білок має сайт для зв'язування з іонами металів, іоном цинку, РНК. 
Локалізований у цитоплазмі, ядрі.